# Tessère de Mafdet
Mafdet Tessera
Pour les articles homonymes, voir Mafdet.
La tessère de Mafdet (désignation internationale : Mafdet Tessera) est un terrain polygonal situé sur Vénus dans le quadrangle de Mead. Il a été nommé en référence à Mafdet, déesse égyptienne de l'autorité judiciaire et des exécutions.